# Teachings in Silence
Teachings in Silence – album kompilacyjny norweskiego zespołu muzycznego Ulver, zawierający materiał wydany na dwóch poprzednich minialbumach Silence Teaches You How to Sing oraz Silencing the Singing. Został wydany w 2002 roku przez niezależną wytwórnię płytową Jester Records.

## Lista utworów
1. „Silence Teaches You How to Sing” – 24:05
2. „Darling Didn’t We Kill You? (Resurrected from the PC Session)” – 8:52
3. „Speak Dead Speaker” – 9:33
4. „Not Saved” – 10:29

## Twórcy
- Kristoffer „Trickster G.” Rygg – śpiew, instrumenty klawiszowe
- Tore Ylwizaker – instrumenty klawiszowe